# Оркуньи
Орку́ньи — река на острове Сахалин.
Впадает в Набильский залив Охотского моря. В административном отношении протекает по территории Ногликского городского округа. Общая протяжённость реки составляет — 40 км. Площадь её водосборного бассейна насчитывает 132 км². При прохождении тайфунов на реке возможны наводнения.

## Данные водного реестра
По данным государственного водного реестра России относится к Амурскому бассейновому округу.
Код объекта в государственном водном реестре — 20050000212118300002115.